# Токіо (місто)
35°41′0″ пн. ш. 139°45′22″ сх. д. / 35.68333° пн. ш. 139.75611° сх. д.
То́кіо (яп. 東京市, とうきょうし, МФА: [toːkʲoː ɕi̥]) — місто в Японії, в префектурі Токіо. Існувало протягом 1 жовтня 1889 — 1 липня 1943 років. Колишня столиця країни. 
Виникло на місці міста Едо. Займало територію 23 особливих районів Токіо. Станом на 1 жовтня 1940 року нараховувало понад 6,7 млн мешканців. 
Ліквідоване у зв'язку з перетворенням префектури Токіо на метрополію Токіо, яка стала виконувати функції японської столиці. Територія міста була розділена на 35 особливих районів, які 1947 року були укрупнені до 23.

## Історія
Область сучасного Токіо була заселений людьми з часів палеоліту. Проте активну роль в історії Японії вона стало грати порівняно недавно. У 12 столітті володар цієї області, Таро Сіґенада, збудував форт і поселення. Воно стало називатися Едо — «двері затоки», позаяк мало доступ до моря, сучасної Токійської затоки.

### Стародавність
У 7 столітті, в результаті реформ Тайка, на території сучасної метрополії Токіо була утворена провінція Мусасі. До 771 року вона входила до складу Східногірського краю, а згодом була переведена до Східноморського. Початково провінція поділялася на 19 повітів. У 8 столітті до них додалися ще 2, які були заселені переселенцями з корейських держав Когурьо та Сілла. Корейці поширили в Мусасі материкові буддизм, конярство і шовківництво. Їхніми зусиллями будувалися перші місцеві монастирі Сіндайдзі (Тьофу, Токіо) та Кокубундзі (Кокубундзі, Токіо), а також провінційна адміністрація (Футю, Токіо).
Наприкінці 9 століття територія Мусасі стала одним із місць зародження японського самурайства. Вони володіли провінційними маєтками Тойосіма, Касай, Едо, Оямада та Йокояма.
Після повстання Тайри но Масакадо 935—941 років, в регіоні Канто Східної Японії встановилася влада 8 самурайських сімей роду Тайра. Провінцію Мусасі королювала одна з них, що мала прізвище Тітібу. Наприкінці 10 століття вона розділилася три гілки — Едо, Тосіма та Касай. Перша володіла землями на території районів Тюо та Тійода, друга контролювала місцевості майбутніх районів Тосіма, Ітабасі, Неріма та Кіта, а третя управляла маєтками в районах Кацусіка та Едоґава. Окрім цих родових самурайських організацій існували територіальні. Найбільшими з них були Сім товариств провінції Мусасі, а також товариства Йокояма (Хатіодзі, Токіо), Мураяма (Мураяма, Токіо), Західне товариство (Хіно, Токіо), тощо.

### Середньовіччя

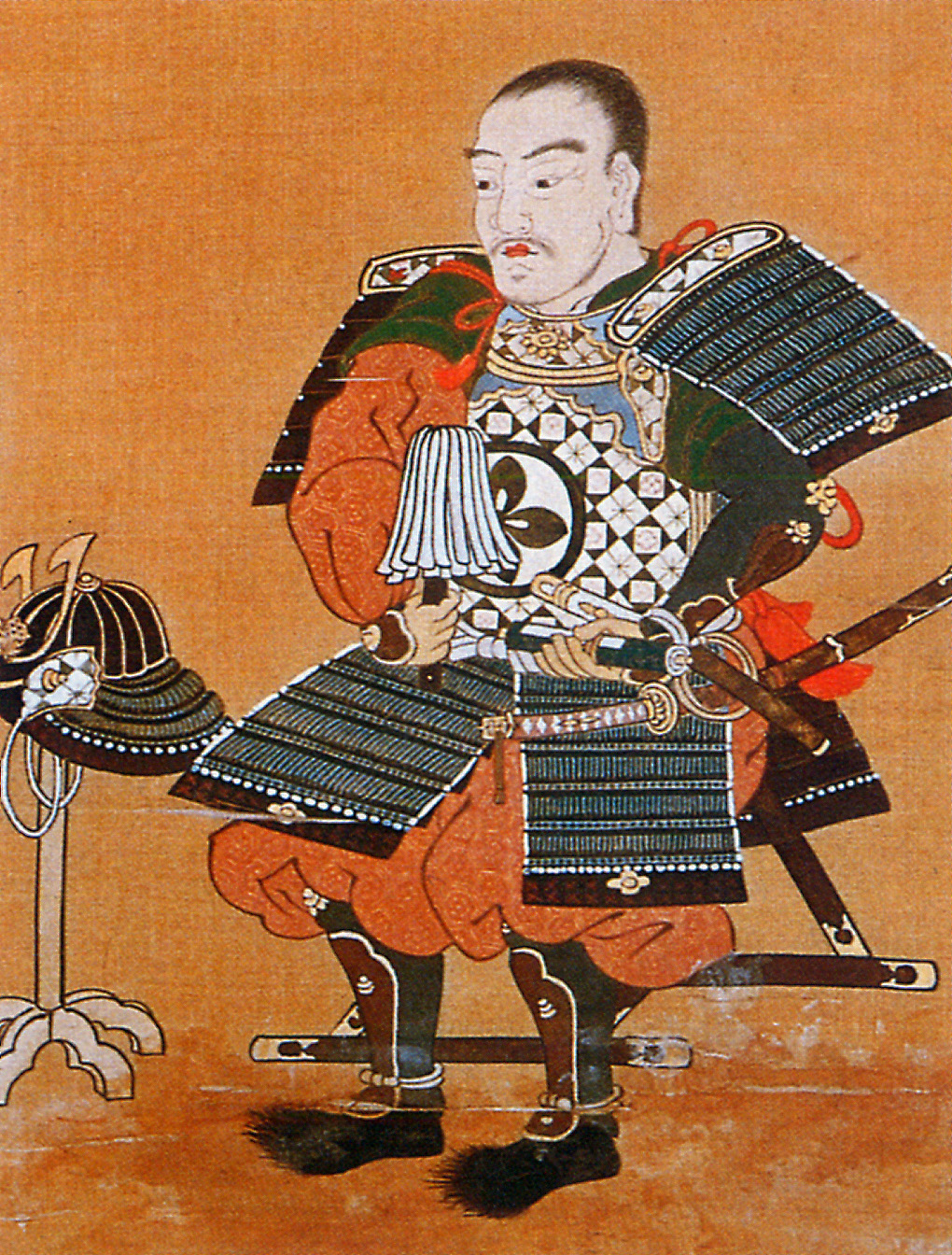
Ота Докан — засновник замку Едо, довкола якого виникло майбутнє Токіо.

Протягом 12 — 14 століття провінція Мусасі перебувала під управлінням першого самурайського уряду — Камакурського сьоґунату. Провінційна адміністрація залишалася в містечку Футю. Нею керували високопосадовці сьоґунату з роду Ходзьо, що носили титул голів провінції Мусасі. Вони відповідали за розвиток інфраструктури та підняття цілини. Волості й поселення королювали васали сьоґунату з родів Едо, Сякудзій, Сендзоку, Татіквава, тощо.
Наприкінці 14 століття політичний, економічний та культурний центр провінції перемістився з Футю до приморської волості Едо. Її власником був самурайський рід Едо, а з 15 століття — рід Ота. 1457 року місцевий володар Ота Докан звів у центральній частині волості маленький замок із ровом. Він розташовувався на невисокому плато, в районі злиття трьох річок. Біля його стін виникло призамкове поселення, яке перетворилося на один з транспортно-торговельних центрів провінції і цілого регіону Канто. До містечка звозили рис, злаки, шовк і лляні тканини з усього регіону, а потім переправляли до Західної Японії. Так само через Едо в регіоні поширювалися японська кераміка та китайська порцеляна.
1486 року Ота Докан був підступно убитий своїм господарем Уесуґі Садамасою. Це спричинило війну між двома гілками роду Уесуґі. 1524 року, користуючись розбратом, замок Едо захопив Ходзьо Удзіцуна, володар сусідньої провінції Ідзу. 1546 року він знищив гілку основні сили Уесуґі в битві при Каваґое, а 1552 року змусив голову роду — Уесуґі Норімаса — тікати до союзників в провінцію Етіґо. Після Ходзьо повністю підкорив землі Мусасі й передав її своїм підлеглим — Тоямі Цунекаґе та Ходзьо Удзітеру. Перший зайняв замок Едо, а другий — замок Хатіодзі.　Станом на 1559 рік рід Ходзьо контролював 170 волостей та сіл. Їхні мешканці мусили нести військову, гужеву та будівельну повинності.
В травні 1590 року об'єднувач Японії Тойотомі Хідейосі здобув замок Едо, а двома місяцями поспіль — замок Хатіодзі. Доба Ходзьо скінчилася, а провінція Мусасі перейшла під контроль центрального японського уряду.

### Ранній новий час

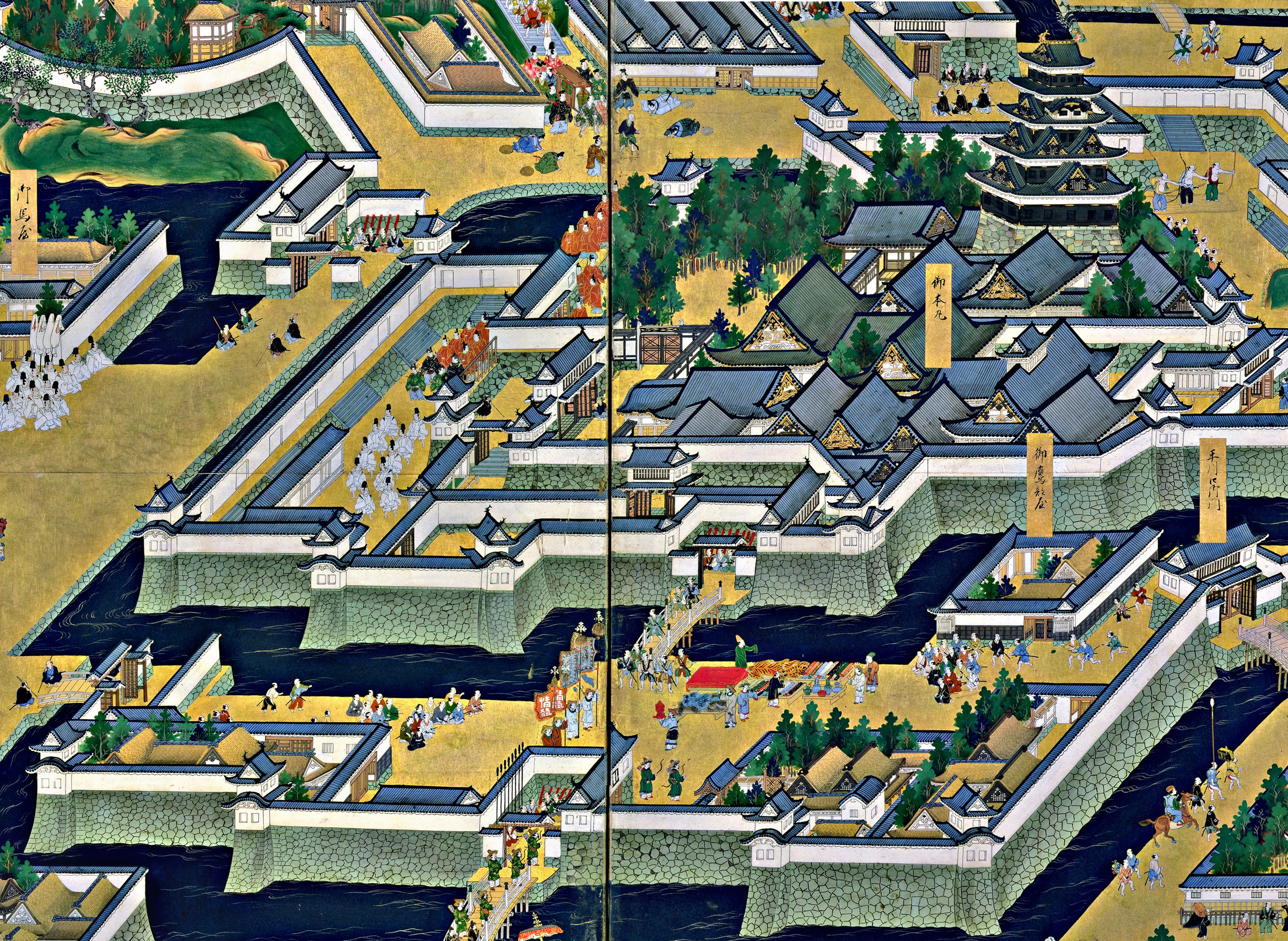
Замок Едо — символ могутності сьоґунів у 17 — 19 століттях.

30 серпня 1590 року новим господарем замку Едо став Токуґава Ієясу. За наказом Тойотомі Хідейосі він був змушений обміняти свої родові володіння в провінціях Мікава, Тотомі і Суруґа на зруйновані війною вісім провінцій регіону Канто, що колись належали роду Ходзьо. Токуґава зробив замок Едо центром усього регіону й протягом 10 років відновив місцеве господарство. 1603 року він отримав посаду сьоґуна й заснував останній самурайський уряд — Едоський сьоґунат. Регіональні володарі, залежні від Токуґави, були зібрані для розбудови замку і призамкового міста Едо. Воно стало резиденцію усіх наступних сьоґунів Японії.
Місто Едо 17 — 19 століття було збудоване у формі мушлі равлика. В її центрі розташовувався великий замок, від якого спіраллю, за годинниковою стрілкою, простягалися лабіринти міських кварталів. Планувалося, що така забудова ускладнюватиме штурм замку потенційними нападниками. Біля підніжжя замку знаходилися великі садиби регіональних володарів категорій фудай та тодзама. Їх оточували будинки безпосередніх васалів сьоґуна — старшин хатамото й ґокенінів. З півночі на південь, вздовж мосту Ніхон-басі, пролягали оселі міщан. У випадку зростання населення, будівничі продовжували завиток, додаючи нові рови та поселення. Між 1624 — 1644 роками в Едо нараховувалося 300 кварталів. Існувала розвинена система водопостачання, яка складалася з водогонів Канда, Тамакава, Хонсьо, Аояма, Міта, Сенкава та інших.
Протягом 17 — 19 століття столицею Японії залишалося Кіото, місце перебування Імператора, проте політична і культурна вага Едо невпинно зростала. На 18 століття «місто сьоґунів» було найбільшим урбаністичним центром Японії і світу, а на початок 19 століття стало культурною і науковою «Меккою» країни.
Після реставрації прямого монаршого правління 1868 року сьоґунат було ліквідовано і у вересні того ж року Імператор Мейдзі переніс свою резиденцію до Едо. Місто стало називатися Токіо — «східна столиця». Воно почало виконувати функції формальної столиці Японії.
У другій половині 19 століття у Токіо бурхливо розвивалася промисловість і суднобудування. У 1872 році була побудована залізниця «Токіо—Йокогама», а у 1877 — залізниця «Кобе—Осака—Токіо».
1 вересня 1923 року в Токіо й околицях стався сильний землетрус (7—9 балів за шкалою  Ріхтера). Майже половина міста згоріла в полум'ї від пожеж. 90 тисяч осіб загинуло. Хоча план реконструкції був дуже дорогим, місто стало частково відновлюватися. 
Токіо вдруге серйозно постраждало під час Другої світової війни, коли було піддане стратегічним бомбардуванням авіації США. Тільки під час одного рейду загинуло понад 100 тисяч жителів. Безліч дерев'яних будівель згоріла. Постраждала також і Імператорська Резиденція. 
Після війни Токіо був окупований військами США. В часи Корейської війни він став великим військовим центром. Тут знаходилися кілька американських військових баз.
У другій половині 20 століття економіка Японії стала стрімко відроджуватися (японське «Економічне диво»), і у 1966 році вона посіла місце другої найбільшої економіки світу. У 1964 році під час літніх Олімпійських ігор Токіо вигідно показало себе на міжнародній арені. З 1970-х років місто захлинула хвиля робочої сили із сільських районів, що спричинило подальший розвиток міста. Наприкінці 1980-х років Токіо стало одним із міст світу, які розвивалися найбільш динамічно.
20 березня 1995 року в токійському метро відбулася газова атака з використанням зарину. Теракт був проведений релігійною сектою Аум Шінрікьо. У результаті постраждало понад 5 тисяч осіб, 11 з яких загинуло.